# Шнейдер, Дик
Дерк «Дик» Шнейдер (нидерл. Derk "Dick" Schneider; 21 марта 1948, Девентер, Оверэйссел — 27 июля 2025) — нидерландский футболист, игравший на позиции защитника.

## Карьера

### Клубная карьера
Во взрослом футболе дебютировал в 1965 году в клубе «Гоу Эхед Иглз», в котором провёл пять сезонов, приняв участие в 108 матчах.
В 1970 году присоединился к клубу «Фейенорд», отыграв за него следующие восемь сезонов своей игровой карьеры. Большинство этого времени Шнейдер был основным игроком защиты команды, а также дважды становился чемпионом Нидерландов. В сезоне 1973/74 вместе с клубом выиграл Кубок УЕФА.
В 1978 году вернулся в «Гоу Эхед Иглз», за который выступал до 1981 года. В сезоне 1981/82 играл за клуб «Витесс», а затем вновь вернулся в «Гоу Эхед Иглз», где играл на протяжении одного сезона, приняв участие в 11 матчах.
Завершил карьеру футболиста в клубе «Вагенинген», за который выступал в 1983—1984 годах.

### Карьера в сборной
В 1972 году дебютировал в официальных матчах в составе национальной сборной Нидерландов. Всего в составе сборной принял участие в 11 матчах, забив два гола.

### Смерть
Скончался в июле 2025 года в возрасте 77 лет.

## Достижения
«Фейеноорд»
- Чемпион Нидерландов: 1970/71, 1973/74
- Обладатель Кубка УЕФА: 1973/74